# Rhinogobius duospilus
Rhinogobius duospilus – gatunek ryby z rodziny babkowatych (Gobiidae).

## Występowanie
Chiny oraz Wietnam.
Żyje w wodach słodkich i słonawych o temperaturze 15–25 °C.

## Cechy morfologiczne
Osiąga 4,5 cm długości. Wzdłuż linii bocznej 30–32 łuski. 27 kręgów. W płetwach grzbietowych 7 twardych i 8–9 miękkich promieni, w płetwie odbytowej 1 twardy i 6–7 miękkich promieni. W płetwach piersiowych 15–16 promieni.

## Rozród
Ikrę składa w jamkach. Samica opiekuje się wylęgiem.